# Beinn Ghobhlach
Beinn Ghobhlach är ett berg i Storbritannien.   Det ligger i kommunen Highland och riksdelen Skottland, i den norra delen av landet, 800 km nordväst om huvudstaden London. Toppen på Beinn Ghobhlach är 557 meter över havet.
Terrängen runt Beinn Ghobhlach är huvudsakligen kuperad, men åt nordväst är den platt. Havet är nära Beinn Ghobhlach åt nordväst.Runt Beinn Ghobhlach är det mycket glesbefolkat, med 2 invånare per kvadratkilometer. Närmaste större samhälle är Ullapool, 7,3 km öster om Beinn Ghobhlach. Trakten runt Beinn Ghobhlach består i huvudsak av gräsmarker.